# Чу Хён Чжон
Чу Хён Чжон (кор. 주 현정, 3 мая 1982 года) — корейская лучница, олимпийская чемпионка. 
В 2008 году на Олимпиаде в Пекине заняла 1 место в командном первенстве среди женщин, а в одиночном соревновании заняла лишь 7 место. В 2010 году приняла участие на Летних Азиатских играх и добыла золотую медаль в командном первенстве.

## Выступления на Олимпиадах
| Олимпиада  | Дисциплина         | Место |
| ---------- | ------------------ | ----- |
| Пекин 2008 | одиночная стрельба | 7     |
| Пекин 2008 | командная стрельба | 1     |